# Geochimica et Cosmochimica Acta
Pour les articles homonymes, voir GCA.
Geochimica et Cosmochimica Acta (abrégé en Geochim. Cosmochim. Acta, voire GCA) est une revue scientifique bi-hebdomadaire à comité de lecture, qui couvre tous les aspects de la géochimie terrestre, des météorites et de la cosmochimie.

## Description
Publiée par Elsevier, la revue a été créée en 1950, et elle est parrainée par la Geochemical Society et la Meteoritical Society. Le rédacteur en chef actuel est Jeffrey Catalano, de l'université Washington de Saint-Louis. La revue est une revue hybride, qui publie des articles sur abonnement et en accès ouvert.

## Contenu
La revue publie des articles de recherche originaux et des critiques invitées, ainsi que des éditoriaux, des critiques de livres et des annonces occasionnelles. Elle publie aussi de courts commentaires ciblant des articles spécifiques et conçus pour améliorer la compréhension de l'article cible en préconisant une interprétation différente, étayée par la littérature, suivie d'une réponse de l'auteur[réf. souhaitée].